# Auditorio de Barcelona
El Auditorio de Barcelona (en catalán y oficialmente, L'Auditori) es un edificio moderno de 42 000 m² diseñado por el arquitecto Rafael Moneo que fue inaugurado el 23 de marzo de 1999 y está destinado tanto a la celebración de conciertos musicales como a la enseñanza y difusión del conocimiento de la música. 
Se encuentra en el centro del nuevo polo de despliegue urbano de la plaza de las Glorias de Barcelona, donde confluyen las tres avenidas más grandes y más largas de la ciudad (la Diagonal, la Gran Vía y la Meridiana), cerca del casco antiguo de la ciudad, de su Ensanche, al lado del Teatro Nacional, la plaza de las Glorias, la apertura de la Diagonal al mar, el distrito 22@ y la zona del Fórum.
El edificio de sobria modernidad externa, contiene las siguientes salas de concierto: 
- Sala 1 Pau Casals, normalmente reservada a la actuación de formaciones sinfónicas, con un aforo de 2200 espectadores
- Sala 2 Oriol Martorell, normalmente utilizada para actuaciones de conjuntos de música de cámara, con aforo de 600 localidades y
- Sala 3 Tete Montoliu, considerada una sala polivalente, con aforo de 400 plazas.
- Sala 4 Alicia de Larrocha, con una capacidad para 152 personas y un escenario de 80 m², se utilizará para celebrar conciertos de pequeño formato, más cercanos a la experimentación y a la nueva creación. Por otra parte, se destinará a satisfacer la actual demanda de espacio para ensayos de la Banda Municipal y del grupo instrumental BCN216, además de otros grupos residentes del Auditorio.

En el atrio central de acceso se ha construido una monumental cúpula cúbica de cristal con forma de impluvio, decorada con pinturas de Pablo Palazuelo. La acústica de las salas ha sido minuciosamente estudiada dentro del proyecto por el ingeniero especializado Higini Arau.
En el mismo complejo musical, tienen su sede la Banda Municipal de Barcelona, la Orquesta Sinfónica de Barcelona y Nacional de Cataluña (OBC), el Grupo instrumental BCN 216, la Escuela Superior de Música de Cataluña y el Museo de la Música. Todo ello convierte el Auditorio en un foco de la vida musical de la ciudad en los diferentes campos de la divulgación, la docencia y la investigación.